# Tiberi Claudi Neró (pare de Tiberi)
Tiberi Claudi Neró (en llatí Tiberius Claudius Nero) va ser un magistrat romà del segle I aC. Era el pare de l'emperador Tiberi i de Neró Claudi Drus, conegut com a Drus Major, que va ser pare de l'emperador Claudi). Formava part de la gens Clàudia. Era descendent directe de Tiberi Claudi Neró, un fill d'Appi Claudi Cec.
Va ser qüestor amb Juli Cèsar l'any 48 aC, i va comandar la flota romana a la batalla d'Alexandria, on va derrotar la flota egípcia a la desembocadura canòpica del riu. Com a recompensa als seus serveis se'l va nomenar pontífex. El senat el va enviar a establir colònies a la Gàl·lia.
De conviccions republicanes, després de l'assassinat de Cèsar l'any 44 aC, va proposar que els assassins fossin recompensats. Va ser pretor probablement l'any 42 aC. Es va casar amb Lívia Drusil·la, filla de Livi Drus Claudià, i el mateix any 42 aC va néixer el futur emperador Tiberi (Tiberius Claudius Nero). Però poc després, les discussions que van sorgir entre els triumvirs va fugir a Perusa, on es va unir a Luci Antoni, on a l'any 40 aC va lluitar contra Octavi a la Guerra de Perusa. Les tropes d'Octavi van prendre la ciutat i Antoni i alguns més van poder fugir. Tiberi Claudi Neró va escapar cap a Praeneste, i d'allà a Nàpols, després d'haver intentat formar un exèrcit d'esclaus als que va prometre la llibertat. A Nàpols, mentre intentava amb la seva dona i el seu fill, aconseguir en secret un vaixell, van ser quasi descoberts pels crits del nen. Van aconseguir unir-se a Sext Pompeu Pius a Sicília, però la rebuda que Pompeu li va fer no li va agradar, i va anar a unir-se amb Marc Antoni a Acaia. Quan Marc Antoni i Octavi es van reconciliar, va tornar amb la seva família a Roma l'any 40 aC. Es diu que Octavi es va enamorar de Lívia Drusil·la que tenia una gran bellesa, encara que estava casat amb Escribònia. El cert és que l'any 39 aC, el mateix dia en què naixia Júlia la filla d'Octavi es va divorciar d'Escribònia. Amb Lívia embarassada de sis mesos, Tiberi Claudi Neró va ser "persuadit" de divorciar-se d'ella. Drusil·la va donar a llum a Drus, de nom Nero Claudius Drusus, i tres dies després es va casar amb Octavi. L'antic marit i el nou van compartir taula al banquet nupcial. Drus i Tiberi van ser portats a casa del seu pare, que els va educar. Quan Tiberi Claudi neró va morir l'an 33 aC. el futur emperador Tiberi, el seu fill, li va fer l'oració fúnebre, davant la Rostra. tenia nou anys. Els dos fills van anar a viure amb Octavi.